# Ellipanthus calophyllus
Ellipanthus calophyllus là một loài thực vật có hoa trong họ Connaraceae. Loài này được Kurz mô tả khoa học đầu tiên năm 1872.